# آرثر لوميس

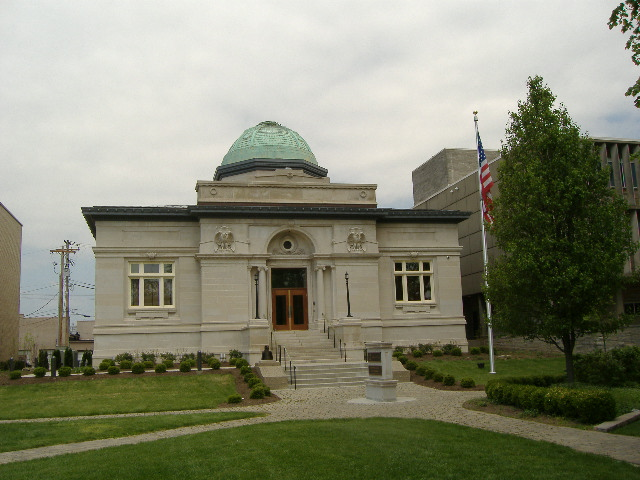
مكتبة كارنيجي في جيفيرسونفيل، إنديانا

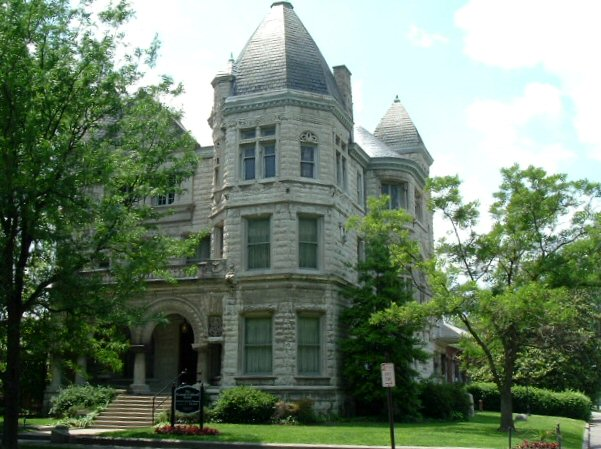
Conrad-Caldwell House, Louisville

آرثر لوميس (بالإنجليزية: Arthur Loomis)‏ هو مهندس معماري أمريكي، ولد في 28 يناير 1859، وتوفي في 8 يناير 1935.